# Herivelto Martins

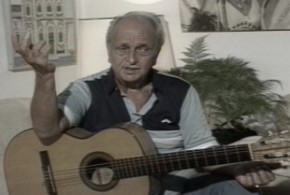
Herivelto Martins

Herivelto de Oliveira Martins lub Herivelto Martins (ur. 30 stycznia 1912 w Vila de Rodeio, zm. 17 września 1992 w Rio de Janeiro) – brazylijski kompozytor, piosenkarz i muzyk.
Autor piosenki Ave Maria No Morro wykonywanej m.in. przez Violettę Villas, Katarzynę Bovery, Andreę Bocellego, Filipinki, Scorpions, oraz Helmuta Lottiego.